# Pleurodema borellii
Pleurodema borellii é uma espécie de anfíbio  da família Leptodactylidae.
Pode ser encontrada nos seguintes países: Argentina e possivelmente em Bolívia.
Os seus habitats naturais são: florestas secas tropicais ou subtropicais, florestas subtropicais ou tropicais húmidas de baixa altitude, regiões subtropicais ou tropicais húmidas de alta altitude, campos de altitude subtropicais ou tropicais, marismas de água doce, marismas intermitentes de água doce, jardins rurais, áreas urbanas, florestas secundárias altamente degradadas e lagoas.